# Street-Legal
Street-Legal is het 18e studio-album van Bob Dylan, uitgebracht op 15 juni 1978 op Columbia Records. De meeste nummers schreef Dylan in de zomer van 1977 in een periode na zijn scheiding met Sara, waarin hij met haar een maandenlange strijd voerde over de voogdij over de kinderen. In die periode verbleef hij op zijn boerderij in Minnesota met zijn kinderen en Sara's voormalige kinderoppas Faridi McFree. Net als op zijn vorige studio-album Desire bevatte Street Legal nummers over zijn voorbije liefde, maar de sfeer van de muziek met gospelinvloeden en een rijke orkestratie is heel anders.

## De opnamen
De opnamen voor het album vonden plaats in Santa Monica in de kelders van een oude wapenfabriek, die in gebruik was als repetitieruimte en later tot Rundown Studios (Vervallen studio's) werd omgedoopt. Er werd gebruik gemaakt van een mobiele opnamestudio. Producer was Don de Vito, de technicus Biff Dawes en de muzikanten waren voor een groot deel dezelfde als waarmee Dylan in het Verre Oosten en Australië en Nieuw-Zeeland had getourd. Alleen bandleider en bassist Rob Stoner werd vervangen door Jerry Scheff en achtergrondzangeres Debby Dye werd vervangen door Carolyn Dennis.
het album werd in twee weken opgenomen, in de week van 25 april vonden de geluidsopnamen plaats, een week later de overdubs.

## De nummers
Alle muziek en teksten zijn geschreven door Bob Dylan. 
| 1.                 | Changing of the Guards | 27 april 1978 | 6:41 |
| 2.                 | New Pony               | 1 mei 1978    | 4:28 |
| 3.                 | No Time to Think       | 27 april 1978 | 8:19 |
| 4.                 | Baby, Stop Crying      | 28 april 1978 | 5:19 |
| Totale duur: 25:10 |                        |               |      |

| 1.                 | Is Your Love in Vain?                              | 28 april 1978 | 4:30 |
| 2.                 | Senor (Tales of Yankee Power)                      | 28 april 1978 | 5:42 |
| 3.                 | True Love Tends to Forget                          | 27 april 1978 | 4:14 |
| 4.                 | We Better Talk This Over                           | 2 april 1978  | 4:04 |
| 5.                 | Where Are You Tonight? (Journey Through Dark Heat) | 27 april 1978 | 6:16 |
| Totale duur: 24:46 |                                                    |               |      |

## De outtakes
Tijdens de sessies werden 3 nummers opgenomen, die het album niet haalden: "Coming from the Heart (The Road Is Long)", "Stop Now" en "Walk Out in the Rain". De nummers zijn ook niet op latere albums in de bootleg series opgenomen. 

## Muzikanten
- Bob Dylan – zang, slaggitaar
- Steve Douglas – saxofoon
- David Mansfield – viool, mandoline
- Alan Pasqua – toetsen
- Billy Cross – gitaar
- Steven Soles – gitaar, achtergrondzang
- Jerry Scheff – basgitaar
- Ian Wallace – drums
- Bobbye Hall – percussie
- Carolyn Dennis, JoAnn Harris, Helena Springs – achtergrondzang
- Steve Madaio – trompet op "Is Your Love in Vain?"

## Hitnoteringen
Het album bereikte nummer 11 op de Billboard 200, nummer 2 op de UK Albums Chart en nummer 5 in Nederland.

## Kritiek
Het album werd over het algemeen slecht beoordeeld. Greil Marcus vond het onmogelijk langer dan een paar minuten achter elkaar je op het album te concentreren. AllMusic vond het album teleurstellend, niet zozeer om de thema's en teksten, maar vanwege de gladde productie met een big band en achtergrondzangeressen. Commercieel was het album echter succesvoller, hoewel het album in de VS niet de top 10 haalde.
- MusicBrainz release group: 5883c91a-43ea-34e6-922d-1dc12fd48467